# Vuurwerkbeleid in de Europese Unie

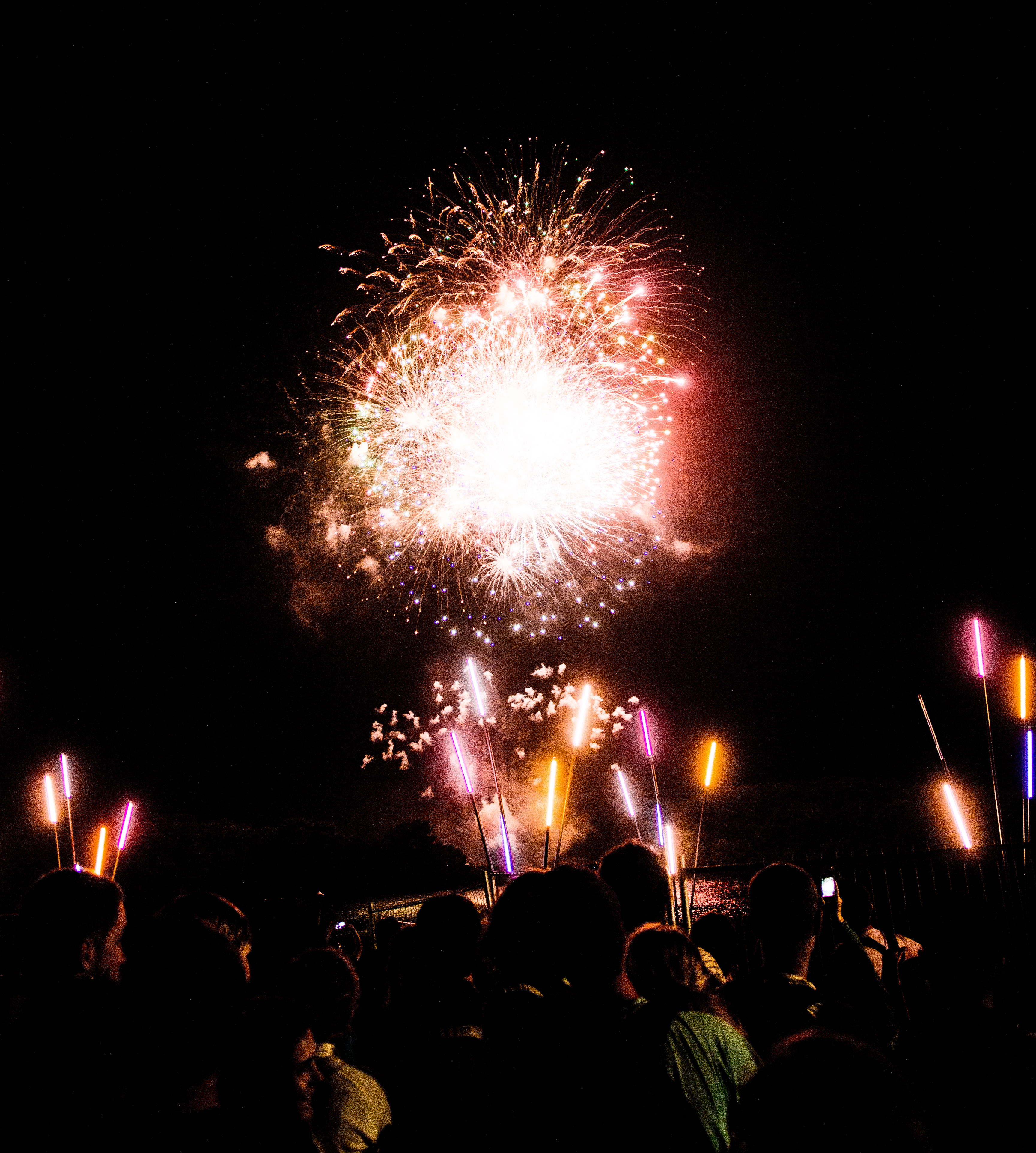
Vuurwerk bij Eurockéennes 2013 in Belfort, Frankrijk.

Vuurwerkbeleid in de Europese Unie is erop gericht om het beleid van de EU-lidstaten aangaande de regulering van de productie, het vervoer, de verkoop, de consumptie en de algehele veiligheid van vuurwerk in de hele Europese Unie te harmoniseren en standaardiseren.

## Geschiedenis
Na een raadpleging in 2003, diende de Europese Commissie op 11 oktober 2005 een voorstel in voor een Europese richtlijn om vuurwerkverkoop en veiligheid in de Europese Unie te harmoniseren. Het voorstel deelde vuurwerk op Europees niveau in in vier categorieën. Hierbij is categorie 4 uitsluitend voor professioneel gebruik en hebben de lidstaten de mogelijkheid om de verkoop aan het publiek van vuurwerk van de categorieën 2 en 3 te beperken. Hierbij gelden minimumvoorschriften voor de leeftijdsgrenzen die lidstaten kunnen verhogen.
Het leidde in 2007 tot de 'Pyrorichtlijn 2007', die uiterlijk op 4 januari 2010 diende te worden omgezet in nationale wetgeving, vanaf 4 juli 2010 diende te worden toegepast op vuurwerk uit categorie 1, 2 en 3 en uiterlijk op 4 juli 2013 toegepast op alle andere pyrotechnische artikelen. Op 12 juni 2013 werd er een nieuwe 'Pyrorichtlijn' aangenomen, die de lidstaten dienden om te zetten in nationale wetgeving tegen 4 juli 2017.
Sinds 2010 is het in de hele Unie verplicht om vuurwerk op veiligheid te testen, maar bedrijven mogen hun producten in de ene lidstaat testen voordat ze die in een andere staat importeren en verkopen. Een document uit 2010 van het Ministerie van Infrastructuur en Waterstaat bleek dat verscheidene vuurwerkimporteurs in Nederland nog niet voldeden aan de nieuwe testregelgeving, maar er niet voor gestraft werden, omdat een aantal bedrijven beweerden dat ze meer tijd nodig hadden om de veranderingen door te voeren en daarvoor van het Ministerie uitzonderingen verkregen. Dream Fireworks-eigenaar Frits Pen, die beweerde dat hij zijn vuurwerk voor duizenden euro's had laten testen in Hongarije, klaagde het Ministerie aan voor het falen zijn concurrenten te bestraffen die gratis ongetest vuurwerk mochten importeren en verkopen. In 2014 verklaarde het Ministerie dat inmiddels 80% van het vuurwerk dat Nederland werd ingevoerd een CE-markering had en gecontroleerd werd.

## Categorisatie van vuurwerk
Vuurwerk is in Europa geclassificeerd in vier categorieën:
- Categorie F1: vuurwerk dat zeer weinig gevaar oplevert en bestemd is voor gebruik in een besloten ruimte, inclusief vuurwerk dat bestemd is voor gebruik binnenshuis;
- Categorie F2: vuurwerk dat weinig gevaar oplevert en bestemd is voor gebruik buitenshuis in een besloten ruimte;
- Categorie F3: vuurwerk dat middelmatig gevaar oplevert en bestemd is voor gebruik buitenshuis in een grote open ruimte;
- Categorie F4: vuurwerk dat veel gevaar oplevert en uitsluitend bestemd is voor gebruik door personen met specialistische kennis, veelal "vuurwerk voor professioneel gebruik" genoemd.

In Europa gelden de minimumleeftijdsnormen. Nederland heeft deze ook overgenomen:
- Categorie F1: 12 jaar
- Categorie F2: 16 jaar
- Categorie F3: 18 jaar

Pyrotechnische artikelen uit categorie F4 zijn in de hele EU voorbehouden aan professionals. Individuele lidstaten mogen, als zij dat willen, de verkoop, het bezit en het gebruik van de andere categorieën voor consumenten verder beperken. In België, Duitsland en Denemarken mogen amateurs bijvoorbeeld geen categorie F3 kopen; in de Republiek Ierland mogen ze geen categorie F3 noch F2 kopen. Duitsland, Frankrijk en het Verenigd Koninkrijk hebben bovendien de leeftijd voor vuurwerk van categorie F2 verhoogd van 16 tot 18 jaar.

## Beleid van lidstaten
Dit overzicht is mogelijk incompleet; u kunt helpen door het uit te breiden.
De EU-regelgeving betreffende vuurwerk stelt de minimumeisen waaraan alle lidstaten moeten voldoen, maar de staten hebben het recht om extra strenge wettelijke beperkingen op te leggen binnen hun eigen grondgebied.

### België

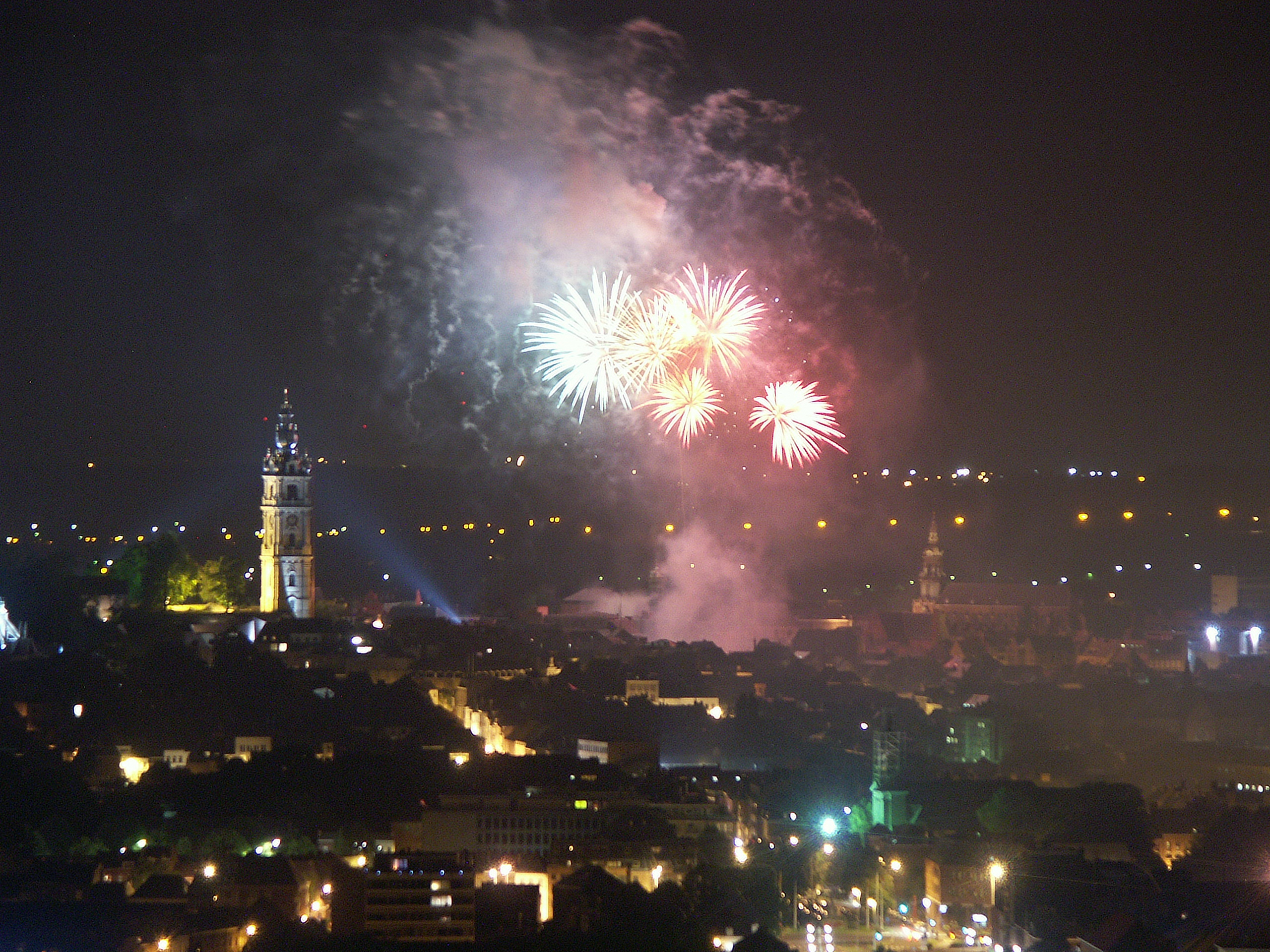
Vuurwerk boven de stad Bergen, 2007.

Sinds 5 juli 2017 is in België de verkoop van categorie F3 vuurwerk aan non-professionals illegaal. De non-professionele klant moet minstens 12 jaar oud zijn voor categorie F1 en minstens 16 jaar oud voor categorie F2; de verkoper moet de leeftijd van de klant controleren. In Vlaanderen verleent het Gemeentedecreet de 308 gemeenten van het Vlaams Gewest de bevoegdheid om een verplichte vergunning voor het afsteken van vuurwerk in te voeren of om het bezigen van vuurwerk op bepaalde plekken of in de gehele gemeente te verbieden.

### Duitsland
In Duitsland mogen amateurs vanaf 18 jaar vuurwerk van categorie F2 kopen en afsteken voor enkele uren op 31 december en 1 januari; iedere Duitse gemeente heeft de bevoegdheid om het aantal uren lokaal te beperken. De verkoop van vuurwerk uit categorie F3 en F4 aan consumenten is verboden. Vuurwerk afsteken is verboden in de buurt van kerken, ziekenhuizen, bejaardentehuizen en gebouwen met houten of rieten daken. Alle grote Duitse steden organiseren professionele vuurwerkshows.

### Finland
In Finland mogen mensen onder de 18 jaar sinds 2009 geen enkel vuurwerk meer kopen. Veiligheidsbrillen zijn verplicht. Het gebruik van vuurwerk wordt over het algemeen toegestaan op de avond en nacht van oud en nieuw, 31 december. In sommige gemeenten van West-Finland mag vuurwerk in de laatste week van augustus vuurwerk gebezigd worden zonder toestemming van de brandweer. Met toestemming van de brandweer mag vuurwerk het hele jaar worden gebezigd.

### Nederland
Vuurwerk in Nederland wordt voornamelijk gereguleerd door het Vuurwerkbesluit, een wet uit 1993 die sindsdien vaak is gewijzigd om de regels omtrent de productie, tests, vervoer, opslag, handel, verkoop, consumptie en algehele veiligheid van vuurwerk strikter te maken en meer in overeenstemming met andere EU-landen te brengen. Bijna het hele het jaar is vuurwerk voorbehouden aan gebruik door professionals, maar er is een uitzondering voor gewone burgers zonder enige speciale training of vergunning om vuurwerk af te steken tijdens oudejaarsavond van 18:00 uur op 31 december tot 02:00 uur op 1 januari. Vooral sinds de Vuurwerkramp in Enschede in 2000 en met toenemende kracht sinds de met ongelukken bezaaide jaarwisseling van 2007/08, is er regelmatig en voortdurend maatschappelijke discussie over rigoureuzere regulering of zelfs een verbod op (consumenten)vuurwerk en zijn er extra veiligheidsmaatregelen genomen.

### Republiek Ierland

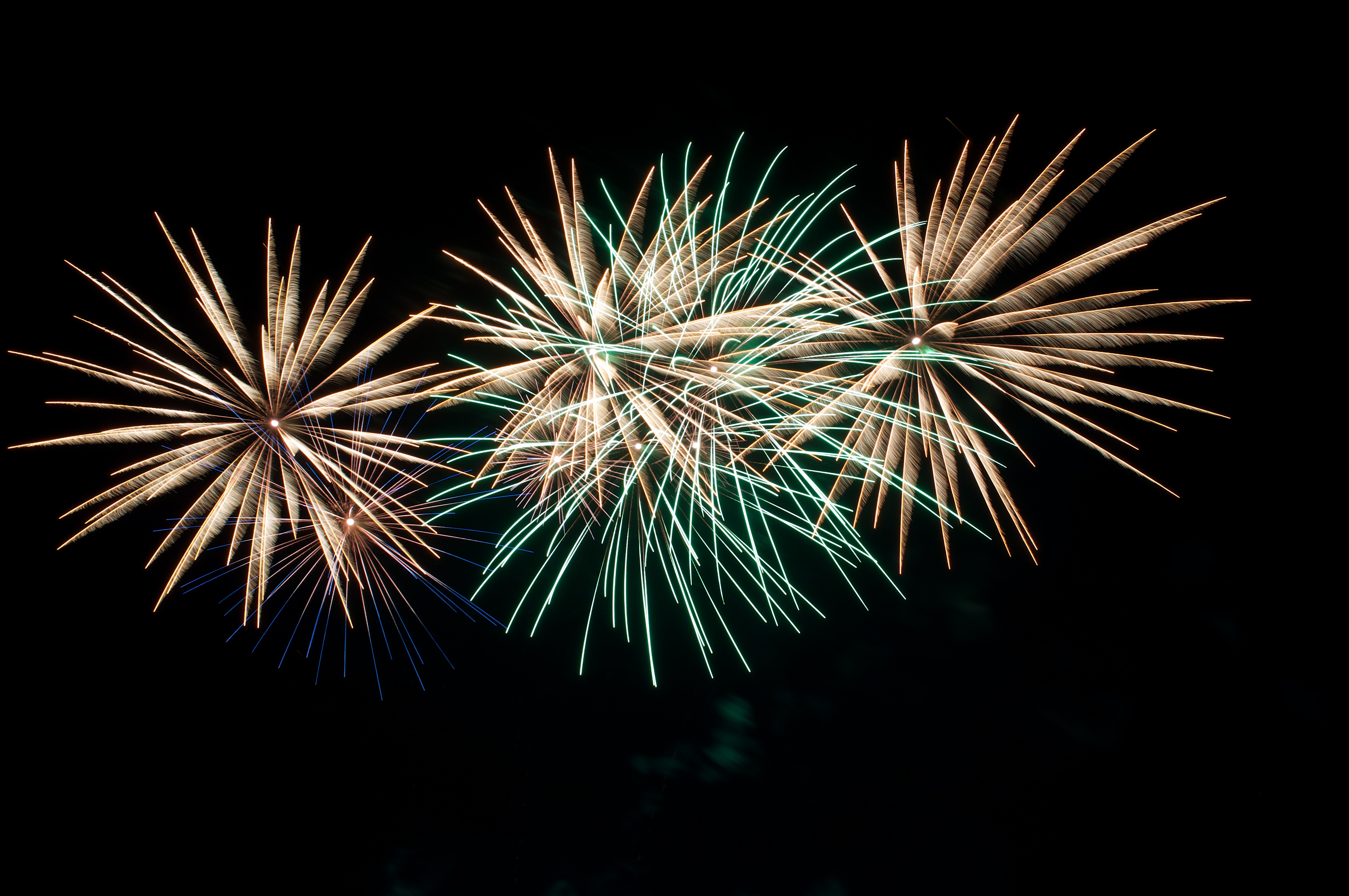
Vuurwerkshow in Malahide, 18 maart 2012.

In de Republiek Ierland is alleen vuurwerk uit de categorie F1 (zoals sterretjes) beschikbaar voor verkoop, bezit en gebruik voor amateurs. Dit maakt Ierland een van de strengste landen ter wereld met betrekking tot consumentenvuurwerk.
De oorspronkelijke wet die het aan gewone burgers verbood om vuurwerk te kopen, de Explosives Act 1875, werd aangenomen in de tijd dat het hele eiland nog steeds deel uitmaakte van het Verenigd Koninkrijk. Daaropvolgende amendementen en verdere wetten werden aangenomen om het beleid nog strikter te maken. Omdat de originele wet uit 1875 bijvoorbeeld geen clausule bevatte over het eigendom van vuurwerk, werd de wet in 2006 aangepast om amateurs ook te verbieden om vuurwerk te bezitten. Een persoon die vuurwerk uit categorie F3 tot en met F4 verkoopt, koopt, bezit of afsteekt zonder vergunning is nu strafbaar met een geldboete en zelfs gevangenisstraf. Alleen pyrotechnici mogen zulk zwaarder vuurwerk afsteken.